# Lansing
Lansing é a capital do estado norte-americano do Michigan, nos condados de Clinton, Ingham e Eaton. Foi fundada em 1835 e incorporada em 1859.

## História
O território onde hoje está a cidade de Lansing foi descoberto pelo explorador Hugh Henward em 1790, enquanto canoava pelo Rio Grande. A terra que viria a se tornar Lansing foi pesquisada em 1825, no que era então uma densa floresta. Não haveria caminho para essa região pela próxima década.

## Geografia
De acordo com o United States Census Bureau, a cidade tem uma área de 103,2 km², dos quais 101,5 km² estão cobertos por terra e 1,7 km² por água.

## Demografia
Segundo o censo nacional de 2010, a sua população é de 114 297 habitantes, e sua densidade populacional é de 1 108 hab/km². É a quinta cidade mais populosa do Michigan. Possui 54 181 residências que resulta em uma densidade de 580,3 residências/km².

## Marcos históricos
A relação a seguir lista as 36 entradas do Registro Nacional de Lugares Históricos em Lansing. O primeiro marco foi designado em 25 de janeiro de 1971 e o mais recente em 8 de abril de 2021. Aquelas marcadas com ‡ também são um Marco Histórico Nacional.
- 9622nd Army Air Corps Reserve Recovery Unit-Civil Air Patrol Quonset Huts
- Arbaugh's Department Store Building
- Bailey Buildings
- Brown-Price House
- Capital Bank Tower
- Capitólio do Estado de Michigan‡
- Central Methodist Episcopal Church
- Darius B. Moon House
- Dodge Mansion
- Emery Houses
- Federal Building
- First Baptist Church
- Franklin Avenue Presbyterian Church
- Genesee Street School
- Grand Trunk Western Rail Station/Lansing Depot
- J.H. Moores Memorial Natatorium
- J.W. Knapp Company Building
- Lansing Artillery Michigan National Guard Armory
- Lansing Downtown Historic District
- Lansing Woman's Club Building
- Masonic Temple Building
- Michigan Millers Mutual Fire Insurance Company Building
- Michigan School for the Blind
- Mutual Building
- North Lansing Historic Commercial District
- Ottawa Street Power Station
- Penfil Apartments
- Prudden Wheel Company Building
- Pulver Brothers Filling Station
- Richard and Deborah (Brough) Glaister House
- Smith-Turner House
- St. Mary Cathedral
- State Office Building
- Strand Theatre and Arcade
- Union Depot
- Walter H. French Junior High School